# Jérémy Grimm
Pour les articles homonymes, voir Grimm.
Jérémy Grimm est un footballeur français, né le 27 mars 1987 à Ostheim, évoluant au poste de milieu de terrain au SR Colmar.

## Biographie
Né à Ostheim et formé au RC Strasbourg, où il évolue pour l'équipe réserve entre 2004 et 2007, Grimm part une année en Suisse au SR Delémont, évoluant alors en Challenge League (seconde division). À la suite de la relégation du club au terme de la saison 2007-2008, il s'engage avec le SR Colmar, évoluant alors en CFA. Il passe cinq années au club colmarien, contribuant notamment à la montée de l'équipe en National (troisième division) à l'issue de la saison 2009-2010.
Grimm fait son retour au RC Strasbourg, tout juste promu en National, lors de l'été 2013. Il y retrouve notamment l'entraineur Jacky Duguépéroux qu'il avait côtoyé lors de son premier passage, ce dernier le décrit d'ailleurs comme « le prototype du joueur alsacien, un joueur de devoir, indispensable à l'équipe ». Après une première saison difficile qui voit le club terminer dans les places relégables avant d'être repêché, le RCSA enchaîne une quatrième puis une première place les deux saisons suivantes lui permettant de retrouver la Ligue 2 à l'issue de la saison 2015-2016. Il marque notamment le premier but du club à la suite de son retour dans le monde professionnel, au stade de la Meinau.
Lors de la saison 2018-2019, il est avec Anthony Gonçalves l'un des deux délégués syndicaux de l'UNFP au sein du RC Strasbourg.
Parvenu au terme de son contrat, Jérémy Grimm ne fait plus partie de l’effectif professionnel strasbourgeois à l'issue de la saison 2019-2020.

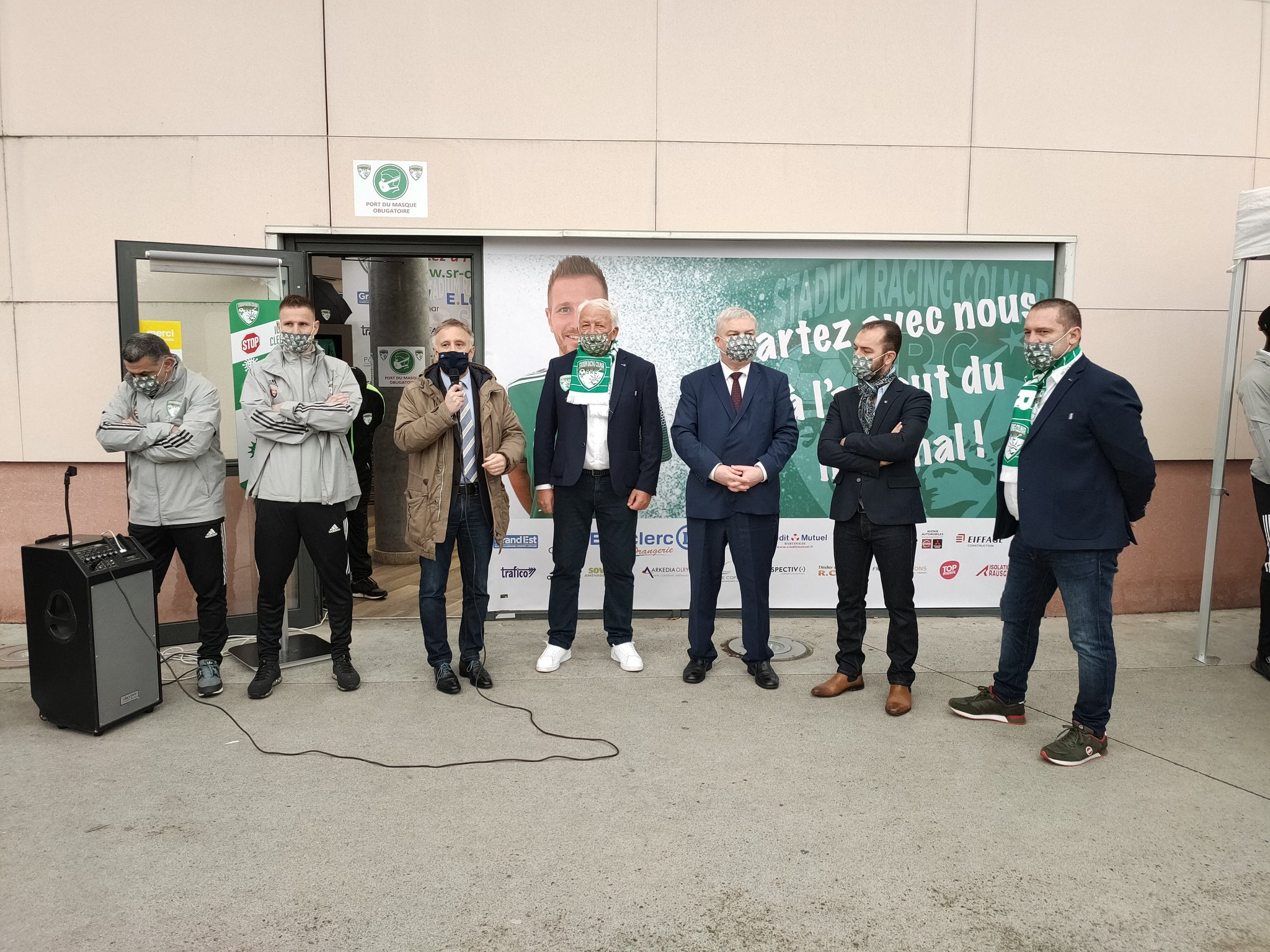
Présentation de Jérémy Grimm lors de sa signature au SR Colmar en 2021.

Sans club, il signe un contrat fédéral en février 2021 au SR Colmar pour 5 ans.

## Statistiques
| Saison                | Club                  | Championnat           | Championnat | Championnat | Coupe nationale | Coupe nationale | Coupe de la Ligue | Coupe de la Ligue | Total | Total |
| Saison                | Club                  | Division              | M.          | B.          | M.              | B.              | M.                | B.                | M.    | B.    |
| 2007-2008             | SR Delémont           | Challenge League      | 23          | 1           | 0               | 0               | -                 | -                 | 23    | 1     |
| Sous-total            | Sous-total            | Sous-total            | 23          | 1           | 0               | 0               | -                 | -                 | 23    | 1     |
| 2008-2009             | SR Colmar             | CFA                   | 23          | 1           | 0               | 0               | -                 | -                 | 23    | 1     |
| 2009-2010             | SR Colmar             | CFA                   | 31          | 4           | 4               | 2               | -                 | -                 | 35    | 6     |
| 2010-2011             | SR Colmar             | National              | 29          | 2           | 3               | 0               | -                 | -                 | 32    | 2     |
| 2011-2012             | SR Colmar             | National              | 28          | 4           | 1               | 1               | -                 | -                 | 29    | 5     |
| 2012-2013             | SR Colmar             | National              | 33          | 2           | 3               | 1               | -                 | -                 | 36    | 3     |
| Sous-total            | Sous-total            | Sous-total            | 144         | 13          | 11              | 4               | -                 | -                 | 155   | 17    |
| 2013-2014             | RC Strasbourg         | National              | 28          | 0           | 3               | 0               | -                 | -                 | 31    | 0     |
| 2014-2015             | RC Strasbourg         | National              | 33          | 3           | 3               | 0               | -                 | -                 | 36    | 3     |
| 2015-2016             | RC Strasbourg         | National              | 31          | 1           | 3               | 0               | -                 | -                 | 34    | 1     |
| 2016-2017             | RC Strasbourg         | Ligue 2               | 35          | 4           | 3               | 0               | 2                 | 0                 | 40    | 4     |
| 2017-2018             | RC Strasbourg         | Ligue 1               | 23          | 1           | 4               | 0               | 2                 | 1                 | 29    | 2     |
| 2018-2019             | RC Strasbourg         | Ligue 1               | 5           | 0           | 0               | 0               | 1                 | 0                 | 6     | 0     |
| 2019-2020             | RC Strasbourg         | Ligue 1               | 1           | 0           | 1               | 0               | 0                 | 0                 | 2     | 0     |
| Sous-total            | Sous-total            | Sous-total            | 156         | 9           | 17              | 0               | 5                 | 1                 | 178   | 10    |
| 2021-2022             | SR Colmar             | National 3            | 18          | 2           | 1               | 0               | -                 | -                 | 19    | 2     |
| 2022-2023             | SR Colmar             | National 2            | 25          | 1           | -               | -               | -                 | -                 | 25    | 1     |
| 2023-2024             | SR Colmar             | National 2            | 12          | 0           | 1               | 0               | -                 | -                 | 13    | 0     |
| Sous-total            | Sous-total            | Sous-total            | 55          | 3           | 2               | 0               | -                 | -                 | 57    | 3     |
| Total sur la carrière | Total sur la carrière | Total sur la carrière | 378         | 26          | 30              | 4               | 5                 | 1                 | 413   | 31    |

## Palmarès
- Champion de Ligue 2 en 2017 avec le RC Strasbourg.
- Champion de National en 2016 avec le RC Strasbourg.
- Champion de CFA avec le SR Colmar en 2010.
- Champion de National 3 en 2022 avec le SR Colmar.

## Vie personnelle
Alors que le club dans lequel il évolue en 2017, le RC Strasbourg, est un club professionnel, Grimm continue de se rendre en train, puis en tram, aux entraînements et aux matchs. Il souhaite garder un esprit de simplicité et de proximité des supporters. Il avoue lui-même adorer jouer au stade de la Meinau, notamment en raison du public, qu'il qualifie entre autres de « monstre »,. Aussi, il gagne plusieurs fois le titre de joueur du mois auprès des supporters strasbourgeois, et justifie cela notamment par le fait qu'il soit aussi alsacien puisqu'il considère qu'« un Alsacien se relève et retourne au charbon pour mettre les bouchées doubles »
À l'issue de la rencontre Strasbourg-Bourg-en-Bresse, le 19 mai 2017, il demande sa compagne Cathy en mariage, devant les 27 504 spectateurs de la Meinau.